# Башкири
Башкирите са тюркски народ в Руската федерация. Населяват главно Башкирия (Република Башкористан) и говорят на башкирски език.

## История
Битува твърдението, че башкирите, заедно със съвременните татари, чуваши, марийци и мордовци, са преки наследници на волжките прабългари. В действителност тези съседни народи са живеели известно време във Волжка България и, макар и близки в културно отношение, те принадлежат към съвсем различни езикови групи. Чувашите говорят на изолиран тюркски език (предполагаемо близък до прабългарския). Марийците и мордовците са угро-финоезични. Татарите и башкирите говорят на езици от кипчакската група. Вероятно башкирите са угрофински народ, който е асимилиран от татарите, чийто език възприема.
Наименованието „башкири“ се споменава за първи път през 10 век от арабския пътешественик и писател ибн Фадлан. В описанието на пътуването си през Волжка България той споменава башкирите като войнствен езически народ. Според него те са обожествявали фалически идоли и живеели като скотовъдци.
До монголските нашествия през XIII век башкирите воюват често със съседните волжки прабългари и печенезите. Първите европейски източници за башкирите са приблизително от това време: работите на Джовани да Плано Карпини (папски посланик при монголския император - ок. 1245-1248 г.) и Вилхелм де Рубрук (също дипломат, посетил Монголската империя, но от името на френския крал Луи IX). Тези пътешественици срещат башкирите по горното течение на р. Урал и ги записват като „паскатир“, твърдейки, че говорят на един и същ език с унгарците.
При падането на Казанското ханство през 1552 г. башкирите са значително отслабени. През 1556 г. доброволно признават върховенството на Русия, която основава град Уфа през 1574 г., за да пази башкирите от народа, наричан по това време там киргизи (т.е. съвременните казахи), а срещу опеката си ги задължава да плащат данъци.
В съвременността башкирите говорят башкирски език, който е близко свързан с татарския и е по-скоро друга негова литературна норма, създадена по времето на СССР, отколкото самостоятелен език; много башкири смятат татарския за роден език. Башкирите живеят основно в Република Башкортостан, но също и в съседните Татарстан, Челябинска, Оренбургска, Курганска, Пермски край, Свердловска, Самарска и Саратовска области. Обитават подножието и предпланините на Южен Урал и съседните равнини.

## Култура
В началото на XX век в Башкирия имат само аматьорски (любителски/самодейни) театрални колективи. Първият професионален театър е от 1919 г., създаден скоро след образуването на Башкирската АССР. Това е днешният Башкирски академичен драматичен театър „М. Гафур“. През 1930-те години в Уфа се откриват още театър за опера и балет и куклен театър.